# Michele Pistillo
Michele Pistillo (San Severo, 4 novembre 1926 – Roma, 23 maggio 2019) è stato un politico italiano.

## Scritti
- Fascismo - Antifascismo - Resistenza. Mussolini - Gramsci - "La guerra civile 1943-1945" di Renzo De Felice. Introduzione di Luciano Canfora, Piero Lacaita Editore, Manduria-Bari-Roma 1998.